# Domingo Cardenal Gandasegui
Domingo Cardenal Gandasegui (Vitoria-Gasteiz, 4 d'agost de 1825 - Barcelona, 9 de febrer de 1901) fou un enginyer de camins, canals i ports, que va desenvolupar la seva activitat professional inicialment al País Valencià, i posteriorment en la direcció de la construcció del Canal d'Urgell, sent autor dels estudis definitius de la mina de Montclar

## Biografia
La data del seu naixement, 4 d'agost de 1825, és registrada a l'església parroquial de San Vicente mártir de Vitòria-Gasteiz, fill de Leon Cardenal del Campo, natural de Santo Domingo de la Calzada, i Martina Gandasegui de Yuxzum, natural de Vitòria-Gasteiz. Va ser el petit de tres germans. El seu germà gran va ser enginyer de camins com ell. El segon germà probablement no va arribar a l'edat adulta. A Vitoria-Gasteiz va cursar estudis primaris i també els secundaris, a la Academia de Dibujo o de Bellas Artes.
De 1841 a 1846 realitza els estudis d'Engineria de Camins, a l'Escola de Madrid. L'any 1844 va ser anomenat aspirant a segona clase del cos d'enginyers, amb un sou de 5.000 rals de billó, i l'any 1846 enginyer segon, amb un sou de 9.000 rals. En aquesta ciutat, l'any 1845 es casa amb María del Carmen Fernández. El 1846 neix el primer fill, Carlos Cardenal Fernández. És destinat a València al final del mateix any 1846. Al País Valencià participa i dirigeix obres de regadiu, de carreteres i línies ferroviaries. L'any 1852 neix el seu segon i darrer fill, Salvador Cardenal Fernández, que arribaria a ser un eminent cirurgià barceloní. L'any 1853 és nomenat enginyer primer, amb un sou de 12.000 rals.

## Obres del Canal d'Urgell

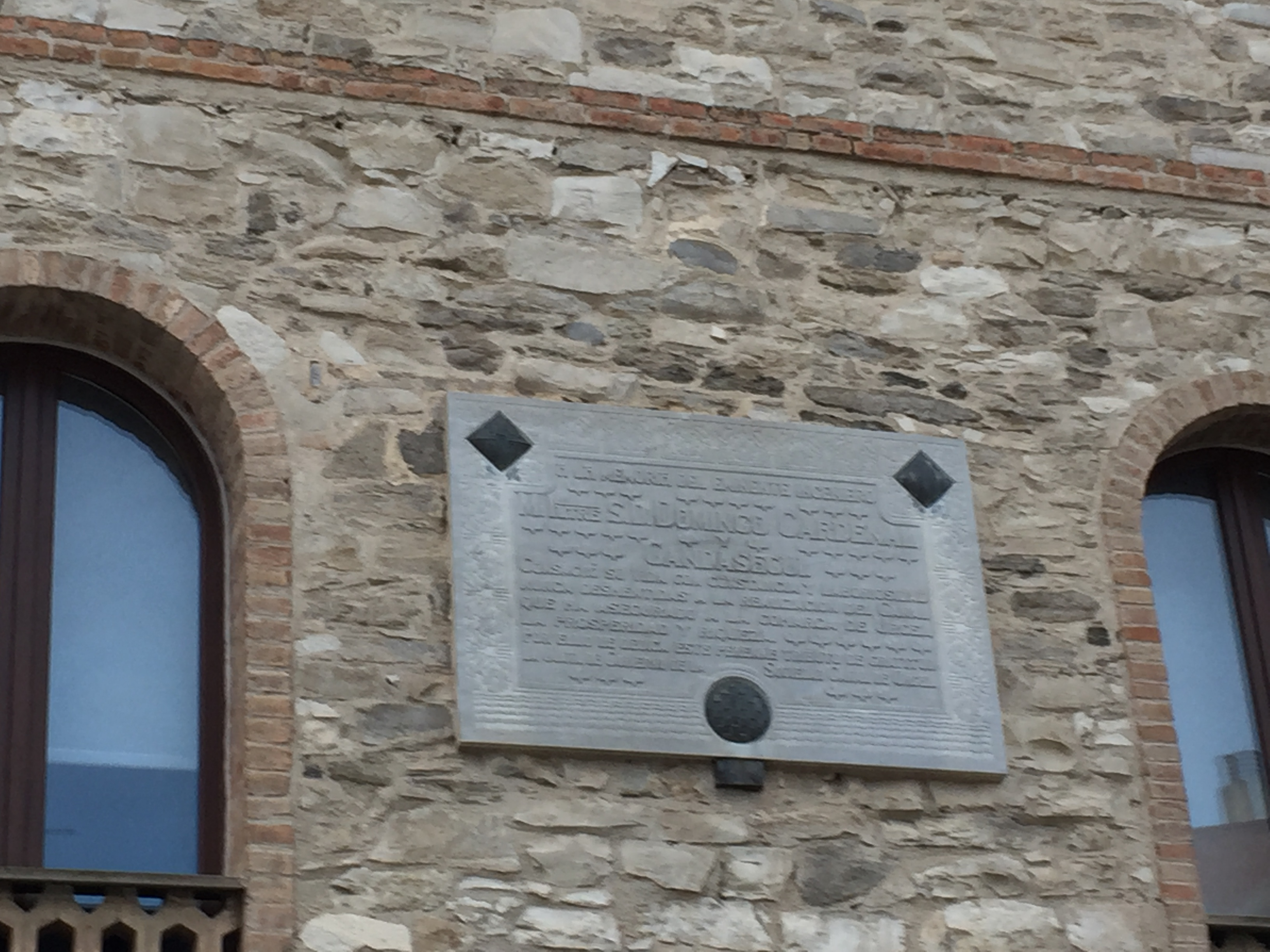
Placa a la façana de la Casa Canal de Mollerussa: "A la memoria del eminente ingeniero M. Ilustre S.D. Domingo Cardenal y Gandasegui. Consagró su vida con constancia y laboriosidad nunca desmentidas a la realizacion del Canal que ha asegurado a la comarca de Urgel la prosperidad y riqueza. Por ello se dedica este perenne recuerdo de gratitud. La junta de Gobierno de la Sociedad Canal de Urgel.

Aquest mateix any de 1853 és contractat per l'empresa Girona Hnos, Clavé y Cia. per dirigir la construcció del Canal d'Urgell. Com a conseqüència va instal·lar la seva residència familiar, composta pel seu sogre, la seva muller i els dos fills, a Agramunt, on va residir mentre es duia a terme el projecte més important de la seva vida, la mina de Montclar, un túnel construït entre 1853 i 1861 que va permetre que les aigües del canal d'Urgell poguessin travessar la serra de Montclar. Amb uns 5 km de llargada va ser el túnel més llarg del món en aquell moment.

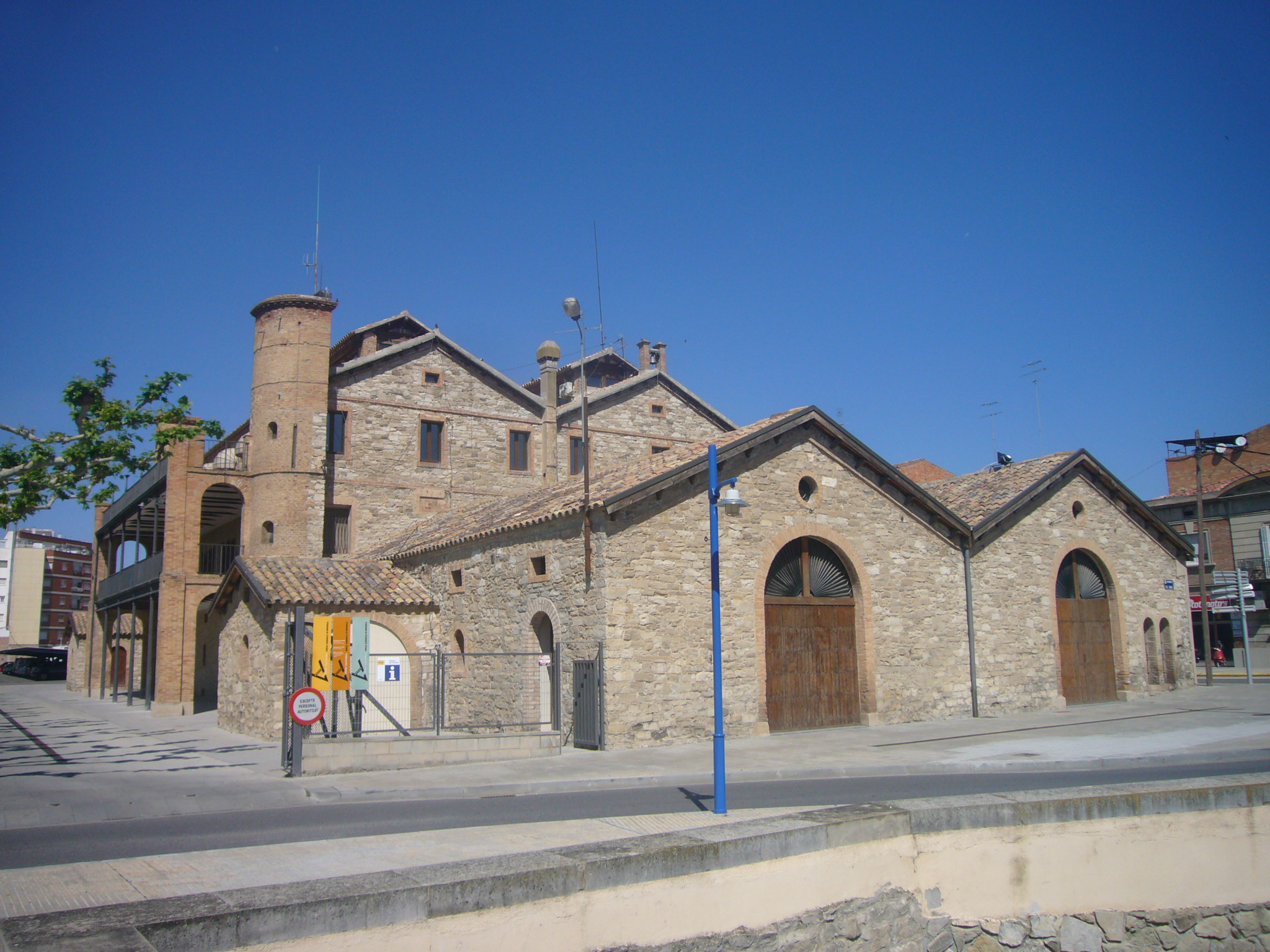
Casa del Canal d'Urgell, a Mollerussa

El Canal d'Urgell va ser finalitzat l'any 1861 i la Societat Explotadora es va instal·lar a Mollerussa, a la denominada Casa Canal, edificada entre 1867 i 1876 segons projecte i direcció de Domingo Cardenal. Es tracta d'un conjunt de diversos edificis de dimensions diferents, que s'han anat adaptant a les necessitats de cada moment. Els seus murs van construir-se amb paredat de pedra i van ser coberts amb teulades a dues aigües. A Mollerussa també va ser autor de Can Culleré, una casa senyorial situada als afores de la vila, projectada cap al 1885.
Fou director de la Compañía Sociedad Anónima del Canal de Urgel i va viure el conflicte entre els inversors capitalistes de Barcelona i el Sindicat General de Regants, fins que l'any 1887 fou apartat de l'empresa.
Va escriure uns interessants Apuntes Históricos (1894, publicats el 1900) en què s'expliquen les dificultats que envoltaren l'obra de la construcció, i els primers anys d'ús, del Canal d'Urgell.
Va morir a Barcelona el 9 de febrer de 1901 però el seu cos va ser traslladat i enterrat a Agramunt. Traspàs que ocorregué un mes i 6 dies després de la mort de Ferran Puig i Gibert, president de la companyia Canal de Urgel. Dita coincidència commocionà la societat, que el mateix any col·locà a la façana de la seva seu a Mollerussa dues plaques commemoratives dedicades als qui foren el seu President i Director durant tants anys. Molts pobles de la comarca de l'Urgell li han dedicat un carrer, incloent Mollerussa, Bellvís, Golmés, La Fuliola, Barbens, Juneda, Linyola, El Poal i Torregrossa.